# Heidi Heitkamp
Mary Kathryn Heitkamp, detta Heidi (Breckenridge, 30 ottobre 1955), è una politica e avvocato statunitense, senatrice per lo stato del Dakota del Nord dal 2013 al 2019.

## Biografia
Quarta di sette figli, la Heitkamp nacque in Minnesota ma crebbe nel Dakota del Nord. Dopo aver frequentato l'UND, divenne avvocato e lavorò presso l'EPA.
In seguito la Heitkamp venne assunta come avvocato dall'ufficio del Tax Commissioner del Dakota del Nord, che in quel periodo era Kent Conrad. Nel 1986 Conrad decise di lasciare il posto per concorrere al Senato e la Heitkamp si candidò per l'incarico con il Partito Democratico, riuscendo a farsi eleggere.
Nel 1992 venne eletta attorney general dello stato e fu riconfermata nel 1996. Alla scadenza del secondo mandato, nel 2000, la Heitkamp si candidò alla carica di governatore. Inizialmente data per favorita contro l'avversario repubblicano John Hoeven, la Heitkamp perse consensi verso la fine della sua campagna elettorale, quando annunciò di doversi sottoporre ad alcune cure per un cancro al seno che le era stato appena diagnosticato. Sebbene la Heitkamp garantisse di essere in grado di svolgere le mansioni politiche nonostante il cancro, gli elettori le preferirono Hoeven, che divenne governatore.
Nel 2001 la Heitkamp venne assunta dalla Dakota Gasification Company, una società produttrice di gas illuminante, e venne nominata direttrice della Great Plains Synfuels Plant.
Nel 2012, all'annuncio del ritiro del senatore Conrad, la Heitkamp si candidò per il seggio dopo essere stata lontana dalla vita politica per oltre undici anni. Nella competizione si trovò a fronteggiare il deputato repubblicano Rick Berg, che era considerato il favorito. La Heitkamp tuttavia riuscì a sconfiggere Berg con un margine di scarto pari a meno di un punto percentuale e venne eletta senatrice. La Heitkamp divenne così la prima donna eletta al Congresso dal Dakota del Nord; prima di lei solo Jocelyn Burdick aveva ricoperto la carica di senatrice, essendo stata nominata dal governatore in seguito alla morte di suo marito Quentin, senatore in carica da trentadue anni.
Alle elezioni del 2018 si ricandidò ma venne sconfitta dal repubblicano Kevin Cramer, che ottenne il 55% dei voti contro il 44% di Heitkamp.
Sposata con il medico Darwin Lange, Heidi Heitkamp ha due figli: Alethea e Nathan. Ideologicamente la Heitkamp si configura come una democratica moderata e indipendente, talvolta in contrasto con le opinioni del suo partito.